# Яновский, Василий Семёнович
Васи́лий Семёнович Яно́вский (1 [14] апреля 1906, Полтава — 20 июля 1989, Нью-Йорк) — русский прозаик и литературный критик, публицист, мемуарист.

## Биография
Василий Яновский родился в семье служащего. Рано потерял мать (Ираида Капсова скончалась в 1917 году из-за неудачной операции по удалению аппендицита). После революции семья Яновского испытала всю тяжесть развязанной большевиками гражданской войны. 
Спасаясь от голода, разрухи, страха и унижений, будущий писатель в 1922 году вместе с отцом Симоном Яновским и двумя сёстрами нелегально перешёл польскую границу. В 1924 году окончил гимназию в Ровно, поступил на математический факультет Варшавского университета (курса не закончил). С 13 лет писал стихи, а с 18 лет прозу, в 1925 году начал публиковать рассказы в варшавской газете «За свободу!» (под прозрачным псевдонимом Цеяновский).
В 1926 году переехал в Париж, где продолжил занятия литературой. Параллельно он поступил на медицинский факультет Сорбонны (на этот раз курс закончил, хотя и с запозданием, в 1937 году защитил диссертацию на степень доктора медицины на тему: «Ценность продуктов питания с точки зрения их энергетического потенциала»). Деньги на существование добывал подённой работой в мастерской по окраске тканей (которую основали его приятели, в частности, поэт Валериан Дряхлов).
В Париже Яновский вошёл в состав «младшего» литературного поколения 1-й волны русской эмиграции, сблизился с русскими поэтами — монпарнасцами (Б. Поплавским, В. Мамченко), подружился с Ю. Фельзеном. Посещая литературные мероприятия, организуемые русскими эмигрантами, он познакомился и смог близко наблюдать писателей старшего поколения — И. Бунина, Б. Зайцева, В. Ходасевича, Г. Иванова, Г. Адамовича, Д. Мережковского, З. Гиппиус и др.
Принял активное участие в литературной жизни русского Парижа: в конце 1920-х — 1930-х гг. Яновский — член «Союза молодых поэтов и писателей» (в 1930 году избирался в ревизионную комиссию), литературного объединения «Круг», Религиозно-философского общества, посетитель литературных собраний «Зелёной лампы» и «воскресений» у Д.Мережковского и З. Гиппиус. В 1934 году член издательской коллегии при Объединении писателей и поэтов. Опубликовал несколько книг прозы, печатался также в эмигрантской и французской периодике («Последние новости», «Современные записки», «Новый град», «Числа», «Русские записки», «Le Populaire»), в конце 1930-х годов вёл критический отдел в «Иллюстрированной России» (помимо своего имени, подписываясь также: В. С. Мирный; В. Я-ский; В. С. Я.; В. С. М.).
Вскоре после начала Второй мировой войны Яновский, как и многие русские парижане, покинул Францию. В 1941 году он переехал в Касабланку (Марокко), в июне 1942 года в США. Работал врачом-анестезиологом в нью-йоркских больницах. В 1947 году получил американское гражданство. Совместно с Е. Извольской и А. Лурье организовал в Нью-Йорке экуменическое общество «Третий час», был соредактором одноимённого журнала, выходившего на трёх языках. Продолжал публиковаться в русской эмигрантской печати («Новый журнал», «Новоселье», «Грани», «Новое русское слово», «Русская мысль»), а также в переводах на английский. В 1970-е годы начинает и сам писать на английском языке; публикует англоязычные версии своих написанных по-русски романов, многие из которых не изданы в оригинале. Выпустил книгу воспоминаний «Поля Елисейские» (Нью-Йорк, 1983).
Рукописное наследие Яновского хранится в Бахметьевском архиве Колумбийского университета (Нью-Йорк).

## Семья
- Жена — Полина Перельман (до 1943).
- Дочь — Мария (1941 г.р.).
- Жена — Изабелла Левитин (с 1943).

### О нём
- Завалишин В. С. Экзистенциализм Василия Яновского // Новая газета. 1982. 12—18 июня. С. 26—27.
- Довлатов С. Против течения Леты [о «Полях Елисейских»] // Звезда. 1991. № 9. С. 193—194.
- Якимова Г. Писатель и читатель: (К десятой годовщине со дня смерти В. С. Яновского) // Новый журнал. 1999. № 216. С. 251—255.
- Адамович Г. Письма Василию Яновскому / Публ. и примеч. В. Крейда и В. Крейд // Новый журнал. 2000. № 218. С. 121—140.
- Резник Э. Р. Творческая интенция памяти в мемуаре В. Яновского «Поля Елисейские» // Гуманитарные исследования. Омск, 2000. Вып. 5. С. 52—56.
- Livak L. On the artistic merits of disintegration: Dr. Ianovskii’s internship in the literary lab of Dr. Celine // Русская эмиграция: Литература. История. Кинолетопись. Таллинн; Иерусалим, 2004. P. 182—207.
- Переписка Горького с В. С. Яновским / Вступ. ст., подгот. текста и примеч. И. А. Зайцевой // Горький и его корреспонденты (М. Горький. Материалы и исследования; Вып. 7). М., 2005. С. 493—500.
- Резник Э. Р. В поисках диалога: В. С. Яновский — писатель «незамеченного поколения» русского литературного зарубежья // Филологический сборник: лингвистика, литературоведение, фольклористика. Омск, 2005. С. 95—107.
- Резник Э. Р. Структура и семантика топоса эмиграции в книге памяти В. С. Яновского «Поля Елисейские» // Франция — Россия: Проблема культурных диффузий. Екатеринбург, 2007. С. 99—105.
- Кузнецова А. А. Г. Газданов — В. Яновский: «проза памяти» и «проза вымысла» // Гайто Газданов в контексте русской и западноевропейских литератур. М., 2008. С. 101—108.
- Резник Э. Р. «Поля Елисейские» В. С. Яновского: художественная специфика хронотопа памяти // Мемуары в культуре русского зарубежья: Сб. ст. М., 2010. С. 160—169.
- Rubins M. Transnational Identities in Diaspora Writing: The Narratives of Vasily Yanovsky // Slavic Review. Volume 73, Number 1, Spring 2014. P. 62—84.
- Rubins M. Three Circles of Exile: Vasily Yanovsky’s Poetics of Migration // The New Review. Special Issue: Russian Emigration at the Crossroads of the XX—XXI Centuries. M. Adamovich, ed. 2012. P. 159—170.
- Salajczyk J. Русский Париж в мемуарах Василия Яновского «Поля Елисейские. Книга памяти» // Slowianie Wschodni na emigracji: Literatura — kultura — jezyk. Opole, 2010. С. 375—382.
- Симбирцева Н. Ю. Жанровые особенности воспоминаний В. Яновского // Вестник Моск. гос. обл. ун-та. Серия: Русская филология. 2011. № 3. С. 175—178.